# Alain Grandremy
Alain Grandremy (Reims, 2 janvier 1937 - Pirou, 19 novembre 2014,) est un journaliste français.
Il entre à l'hebdomadaire satirique Le Canard enchaîné dans le milieu des années 1970, à la suite de la proposition de Patrice Vautier. Il s'éloigne du journal dans les années 1990. Il organise des expositions sur les dessins d'humour. Il a assuré au début des années 1970 la chronique télévision au quotidien La Presse de la Manche (Cherbourg).